# 메라브 니니제
메라브 니니제(조지아어: მერაბ ნინიძე, 1965년 11월 3일 ~ )는 조지아의 배우이다.

## 출연 작품
- 콘클라베 (2024) - 사바딘 추기경 역
- 가택연금 (2021)
- 더 스파이 (2020)
- 호스티지스 (2017)
- 마이 해피 패밀리 (2017)
- 주피터스 문 (2017)
- 루 살로메 (2016)
- 전자 구름 아래에서 (2015)
- 스파이 브릿지 (2015)
- 어몽 에너미 (2013)
- 인베이전 (2012)
- 4 데이즈 인 메이 (2011)
- 더 카메라머더러 (2010)
- 레인보우메이커 (2008)
- 페이퍼 솔져 (2008)
- 중재인 (2008)
- 더 트로이 (2007)
- 러브 인 아프리카 (2001)
- 잉글랜드 (2000)
- 루나 파파 (1998)
- 풀 써클 (1987)
- 후회 (1984)